# استخوان در گلو
استخوان در گلو (انگلیسی: Bone in the Throat) یک فیلم در ژانر جنایی و درام است که در سال ۲۰۱۵ منتشر شد. این فیلم اولین بار در جشنواره فیلم جنوب از جنوب غربی در ۱۴ مارس ۲۰۱۵ اکران شد. داستان این فیلم دربارهٔ یک سرآشپز جوان و جاه طلب است.

## بازیگران
- اد وستویک
- تام ویلکینسون
- جان هانا
- ونسا کربی
- روپرت گراوس
- نیل مسکل
- استیون مکینتاش
- اندی نایمن